# Gareth Jenkins
Gareth John James Jenkins (Burry Port, 11 settembre 1951) è un ex giocatore e allenatore gallese di rugby a 15.
Nel ruolo di terza linea ala militò per tutta la sua carriera nel Llanelli, del quale fu giocatore-allenatore per quattro anni e, successivamente, solo allenatore fino al 2013.
Fu anche commissario tecnico del Galles, ma il suo mandato durò solo venti incontri a causa dell'eliminazione nella fase a gironi subìta nel corso della Coppa del Mondo 2007.

## Biografia

### Carriera da giocatore
Jenkins ha giocato da flanker per il Llanelli RFC, per la nazionale B e per i Barbarians. Ha inoltre preso parte al tour del Galles in Giappone nel 1975, senza però mai scendere in campo.
Jenkins ha disputato 259 match per il Llanelli, debuttando a 17 anni e vedendo la sua carriera interrotta a 26 per un infortunio. Faceva parte della squadra che batté la Nuova Zelanda 9-3 allo Stradey Park nel 1973.

### Carriera da allenatore
Jenkins ha guidato il Llanelli RFC e i Llanelli Scarlets per 24 anni, dal 1982 al 2003. Con i primi ha vinto otto Welsh Cup, tre campionati e ha battuto l'Australia campione del mondo nel 1993. Nel 2000 e nel 2003 ha inoltre raggiunto le semifinali di Heineken Cup.
Dopo la creazione delle squadre regionali nel 2003, Jenkins è passato alla guida degli Scarlets, con i quali ha vinto la Celtic League 2004.
Nel 1993-94 è stato inoltre assistente allenatore della nazionale, che quell'anno vinse il Cinque Nazioni.

### Nazionale gallese
Jenkins fu una prima volta respinto dalla federazione quando chiese il posto di allenatore della nazionale, nel 2004. La Welsh Rugby Union scelse invece Mike Ruddock, benché non avesse dato inizialmente la propria disponibilità per il ruolo, che condusse quello stesso anno il Galles al primo Grande Slam da 28 anni.
Jenkins prese parte al tour dei British and Irish Lions in Nuova Zelanda nel 2005 come parte del team dell'allenatore Clive Woodward. Nell'aprile fu nominato allenatore del Galles con un contratto di due anni, dopo che Mike Ruddock si era dimesso durante il Sei Nazioni 2006. Il suo primo impegno è stato il tour in Argentina, che ha visto un giovane e inesperto Galles perdere la serie 2 a 0. Nel primo test casalingo è invece riuscito a pareggiare 29-29 con l'Australia, partita alla quale hanno fatto seguito opache prestazioni contro Isole del Pacifico, Canada e Nuova Zelanda.
Il Sei Nazioni 2007 ha invece visto 4 sconfitte del Galles (inclusa quella contro l'Italia per 23-20), che ha evitato il cucchiaio di legno (poi andato alla Scozia) solo vincendo all'ultima giornata contro l'Inghilterra 27-18.
Dopo una serie persa 2-0 contro l'Australia e una sconfitta record da parte dell'Inghilterra 62-5 a Twickenham, la pressione da parte dei media intorno a Jenkins è cresciuta, anche in vista dell'imminente Coppa del Mondo. In questa competizione il Galles ha fallito la qualificazione ai quarti, perdendo contro le Figi, squadra di seconda fascia, 34 a 38. Il giorno seguente l'eliminazione, il 30 settembre, il capo esecutivo della Welsh Rugby Union Roger Lewis e il presidente David Pickering hanno annunciato la fine della collaborazione con Jenkins..
Jenkins è stato il primo allenatore del Galles ad essere licenziato dalla federazione; in precedenza gli allenatori si erano dimessi quando la loro posizione diventava insostenibile.

## Palmarès

### Giocatore
- WRU Challenge Cup: 4
Llanelli: 1973, 1974, 1975, 1976

### Allenatore
- WRU Challenge Cup: 8
Llanelli: 1985, 1988, 1991, 1992, 1993, 1998, 2000, 2003
- Welsh Premier Division: 3
Llanelli: 1992-93, 1998-99, 2001-02
- Celtic League: 1
Llanelli Scarlets: 2003-04